# Heidwiller
Heidwiller é uma comuna francesa na região administrativa de Grande Leste, no departamento Alto Reno. Estende-se por uma área de 4,46 km². Em 2010 a comuna tinha 655 habitantes (densidade: 146,9 hab./km²).